# Quảng Xương, Phủ Châu
Quảng Xương (tiếng Trung: 广昌县, Hán Việt: Quảng Xương huyện) là một huyện của địa cấp thị Phủ Châu (抚州市), tỉnh Giang Tây, Cộng hòa Nhân dân Trung Hoa. Huyện này có diện tích 1612 km2, dân số năm 2003 là 229.000 người. 

## Hành chính
Huyện Quảng Xương được chia ra làm 11 đơn vị hành chính cấp hương, bao gồm 6 trấn và 5 hương. Ngoài ra huyện này còn quản lí 2 đơn vị tương đương cấp hương khác.
- Trấn: Hu Giang (旴江镇), Đầu Pha (头陂镇), Xích Thủy (赤水镇), Dịch Tiền (驿前镇), Cam Trúc (甘竹镇), Đường Phường (塘坊镇)
- Hương: Thiên Thiện (千善乡), Thủy Nam Vu (水南圩乡), Trường Kiều (长桥乡), Dương Khê (杨溪乡), Tiêm Phong (尖峰乡)

Đơn vị ngang cấp hương khác
- Khu khai khẩn Thúy Lôi Sơn (翠雷山垦殖场)
- Khu công nghiệp huyện Quảng Xương (广昌县工业园区)